# Acela Express
Acela Express je ameriški nagibni hitri vlak, ki operira na severnovzhodnem delu ZDA - na Northeast Corridorju (NEC). Povezuje mesti Washington in Boston, vmes je 14 postojank, med njimi Baltimore, Philadelphia, in New York. Proga je dolga 731 kilometrov, vlaki potrebujejo za celotno progo okrog 7 ur, povprečna hitrost je samo 105 km/h. Plan v prihodnosti je zmanjšati potovaljni čas za tri ure. Vlak Acela doseže hitrost do 240 km/h. Z Acelo operira ameriški železničar Amtrak, na leto s tem hitrim vlakom potuje okrog 3,3 milijone potnikov. 